# SN 2006ek
SN 2006ek – supernowa typu II odkryta 25 sierpnia 2006 roku w galaktyce M+04-52-03. W momencie odkrycia miała maksymalną jasność 19,20m.